# Burg Landenberg
Die Burg Landenberg ist die Ruine einer Höhenburg auf dem Hügel Landenberg in der Gemeinde Sarnen im Kanton Obwalden in der Schweiz.

## Geschichte
Das Schloss war ursprünglich als Sarnenburg oder einfach als Sarnen bekannt. Landenberg erscheint erstmals im 17. Jahrhundert.
Die frühesten Befestigungen auf dem Landenberg gehen wahrscheinlich auf das frühe 11. Jahrhundert zurück, als die Grafen von Lenzburg dort eine Holzfestung errichteten. Nach dem Aussterben der Lenzburger Linie im Jahr 1173 wurden ihre Güter um Sarnen von den Habsburgern geerbt. Die Habsburger bauten eine Steinringmauer um einen Grossteil der Hügelkrone. Während Teile der Mauer noch sichtbar sind, ist über die Gebäude innerhalb der Mauer nur sehr wenig bekannt. Das Schloss war eine der grössten Burgen der Zentralschweiz. Anfang des 13. Jahrhunderts wurde die Burg jedoch aus unbekannten Gründen aufgegeben. Es ist unklar, ob der Ende des 13. Jahrhunderts errichtete Sarner Hexenturm Teil des Landenberg-Komplexes war, ein Ersatz für ihn oder einfach eine nahe gelegene Burg.
Das Weisse Buch von Sarnen aus dem 15. Jahrhundert enthält eine Geschichte darüber, wie lokale Patrioten zu Beginn des 14. Jahrhunderts eine Burg stürmten und sie an Heiligabend niederbrannten, während der habsburgische Adelige an der Messe teilnahm. Traditionell wurde davon ausgegangen, dass der Angriff auf die Burg Landenberg geschah, obwohl neuere Forschungen darauf hindeuten, dass es sich um den Hexenturm handeln kann.
Nachdem das Schloss verlassen worden war, wurden die Mauern langsam aus Baumaterial aufgebrochen und Tiere eingepfercht. Im frühen 17. Jahrhundert zeigt eine Zeichnung der Ruinen, dass die Burgmauern noch vorhanden waren. Zu dieser Zeit war es im Besitz von Hauptmann Marquard Seiler. Nach seinem Tod verkaufte seine Witwe das Schloss und den Hügel an den Kanton Obwalden. Das erste Zeughaus wurde dort um 1620 an der Stelle eines mittelalterlichen Turms errichtet. 1646 wurde beschlossen, die Landsgemeinde, die jährliche Versammlung aller Stimmberechtigten im Kanton, auf dem Landenberg einzurichten. Um diese Versammlungen  abhalten zu können, wurden der Boden geräumt und die Wände repariert. Die Landsgemeinde traf sich, mit einigen Ausnahmen ab 1973, nach der Einführung des Frauenstimmrechts, auf dem Landenberg, bis sie 1998 aufgelöst wurde. Während des Baus der Waffenkammer und des Schiessstandes wurden viele der verbleibenden Burgmauern abgerissen oder begraben. Bei einer Renovierung des Platzes der Landsgemeinde im Jahr 1895 wurden Teile der alten Mauern ausgegraben und saniert.

## Der Schiessstand und die Rüstungsgebäude
Im 18. Jahrhundert wurden auf dem Gelände eine Waffenkammer und ein Schiessstand errichtet. Die Landenberg-Waffenkammer ist ein Schweizer Kulturerbe von nationaler Bedeutung. Die Ruine des Schlosses war über drei Jahrhunderte der Treffpunkt der Landsgemeinde.
Das heutige Zeughaus wurde 1711 erbaut. Das Barockgebäude wurde von Hans Josef von Flüe errichtet. Die Kanonen waren im grossen, offenen Erdgeschoss untergebracht, während in den oberen Etagen kleine Waffen und Rüstungen untergebracht waren. Die Waffenkammer wurde bis 1975 zu militärischen Zwecken genutzt. Heute ist sie eine der wenigen intakten Waffenkammern in der Zentralschweiz.
Zu Beginn des 18. Jahrhunderts wurde auf dem Hügel ein Schiessstand errichtet, der jedoch 1747 bei einem Brand zerstört wurde. Das heutige Schützenhaus wurde 1752 von Johann Anton Singer errichtet. Das Gebäude aus dem Jahr 1752 hat ein grosses dreistöckiges Zentrum mit symmetrischen einstöckigen Flügeln, die jeweils mit einem Zwiebelturm mit Kuppel gekrönt sind. Im oberen Stockwerk des Zentrums befindet sich ein reich dekorierter grosser Ballsaal oder Versammlungssaal.